# 瑟勒特魯切爾鄉
45°15′N 24°23′E / 45.250°N 24.383°E
瑟勒特魯切爾鄉（羅馬尼亞語：Comuna Sălătrucel, Vâlcea），是羅馬尼亞的鄉份，位於該國西南部，由沃爾恰縣負責管轄，面積41平方公里，海拔高度468米，2002年人口2,155，人口密度每平方公里53人。